# Daniel H. Heinke
Daniel H. Heinke (* 1974) ist ein deutscher Jurist. Er war Leiter der Direktion Einsatz der Polizei Bremen und ist heute Leiter der Abteilung öffentliche Sicherheit beim Senator für Inneres, außerdem ist er Honorarprofessor für Terrorismusforschung an der Hochschule für Öffentliche Verwaltung Bremen (HfÖV).

## Leben
Heinke machte 1993 Abitur und studierte von 1993 bis 1998 Rechtswissenschaften und englische Rechtssprache an den Universitäten Bielefeld und Münster. Von 1998 bis 2000 machte er eine
Ausbildung zum Offizier der Feldjägertruppe. Von 2000 bis 2002	absolvierte er seinen juristischen Vorbereitungsdienst am OLG Hamm. Von 2003 bis 2008 war er als Staatsanwalt bei der Staatsanwaltschaft Bremen tätig und zuletzt als Sonderdezernent für Kapitalverbrechen und Todesermittlungen zuständig. Danach war er in verschiedenen Funktionen bei dem Senator für Inneres in Bremen beschäftigt.
Ab 2007 war Heinke nebenamtlich Lehrbeauftragter für Strafrecht und Strafverfahrensrecht in den Bachelor-Studiengängen Polizeivollzugsdienst und  Risiko- und Sicherheitsmanagement der Hochschule für Öffentliche Verwaltung Bremen. 2009 promovierte er zum Dr. jur. Seit 2016 ist er Honorarprofessor für Strafrecht, Strafprozessrecht und interdisziplinäre Terrorismusforschung an der Hochschule für Öffentliche Verwaltung Bremen (HfÖV).
Von August 2016 bis Februar 2020 war er der Leiter des Landeskriminalamtes Bremen, seit März 2020 leitet er die Direktion Einsatz der Polizei Bremen.
Außerdem ist Heinke seit 2014 Associate Fellow des International Centre for the Study of Radicalisation (ICSR), King’s College London.

## Veröffentlichungen
- Monographie: Tottreten – eine kriminalwissenschaftliche Untersuchung. Diss. Univ. Bremen 2009, Pabst Science Publ., Lengerich u. a. 2010, ISBN 978-3-89967-618-1
- Übersicht der sonstigen Veröffentlichungen von Daniel H. Heinke